# Sogliano Cavour
Sogliano Cavour (im lokalen Dialekt: Sughiànu) ist eine südostitalienische Gemeinde (comune) mit 3863 Einwohnern (Stand 31. Dezember 2023) in der Provinz Lecce in Apulien. Die Gemeinde liegt etwa 23,5 Kilometer südsüdöstlich von Lecce im südlichen Salento. Sogliano Cavour gehört zur Graecia Salentina, in der noch immer Griko gesprochen wird. In diesem Dialekt wird die Gemeinde auch Sughiàna genannt.

## Einzelnachweise

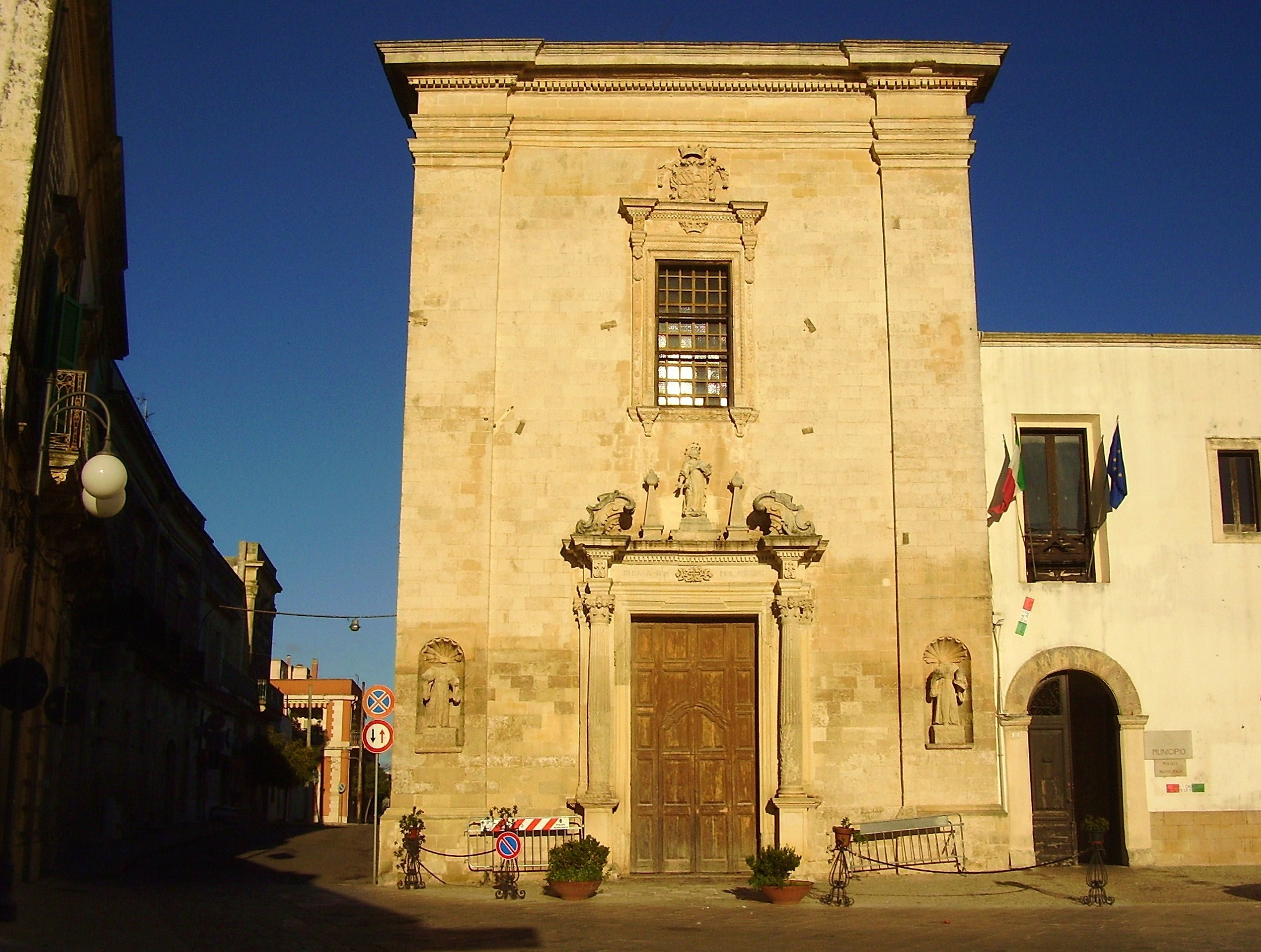
Chiesa_dell'Annunziata